# Кахокия (племя)

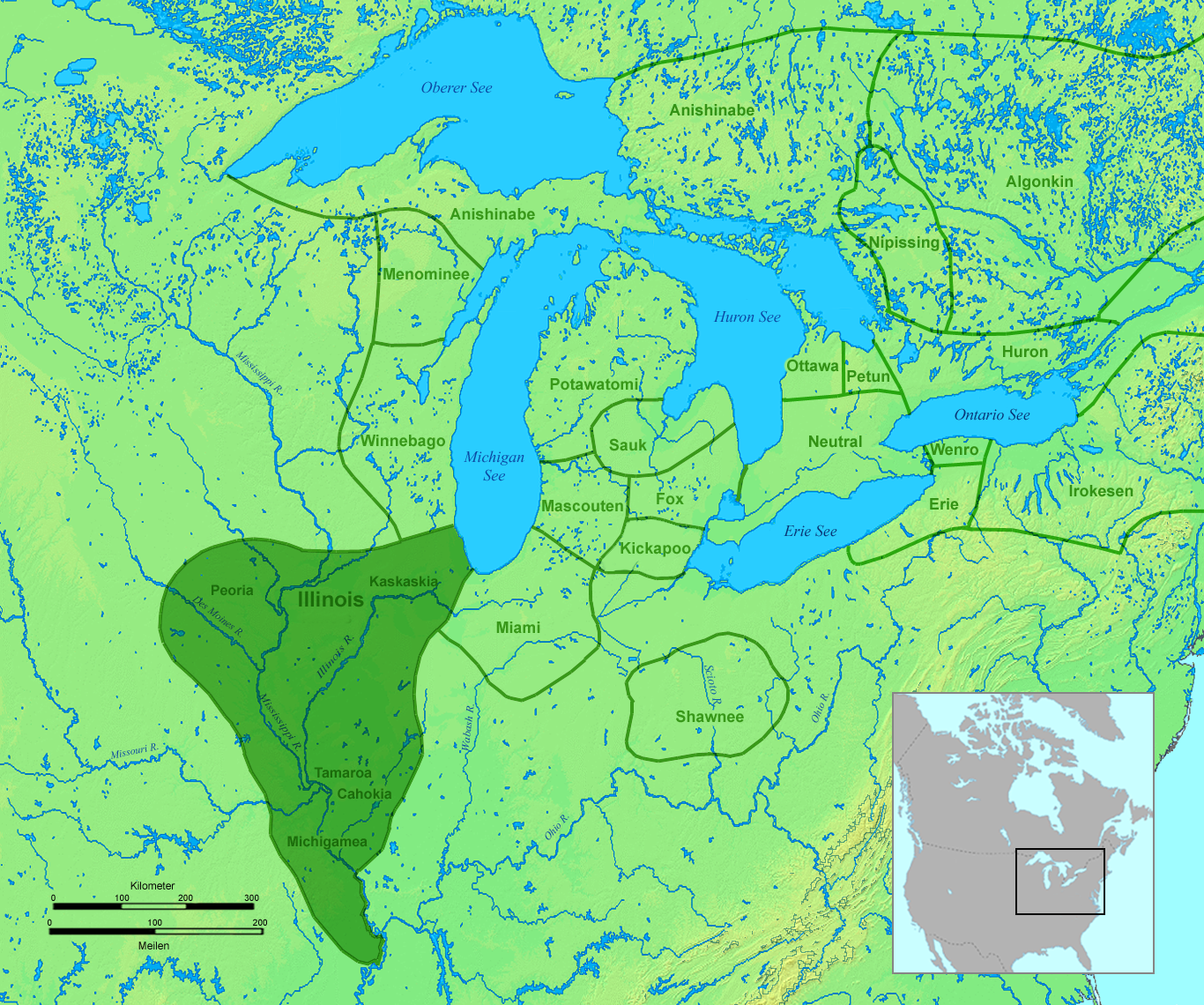
Традиционная территория кахокия и соседних племён

Кахокия (англ. Cahokia) — племя североамериканских индейцев алгонкинской языковой группы, входили в конфедерацию иллинойсов. Говорили на языке майами-иллинойс. Обнаружив множество монументальных земляных насыпей на юге Иллинойса, европейцы назвали эту группу курганов Кахокия, в честь племени. Современные учёные не находят подтверждений, что племя кахокия имело отношение к строительству курганов.

## История
Кахокия проживали на территории современного американского штата Иллинойс, недалеко от слияния рек Иллинойс и Миссисипи, когда французский иезуит Жак Маркетт посетил регион в 1673 году. Около 1700 года они двинулись на юг вдоль восточного берега Миссисипи и обосновались вблизи современного города Кахокия, где они присоединились к тамароа, племени, с которым кахокия были тесно связаны. Рядом с поселением французы основали католическую миссию. После объединения двух племён в совместном поселении насчитывалось всего 90 жилищ.
В 1701 году тамароа отделились от кахокии и стали проживать в отдельной деревне. Кахокия продолжали жить рядом с миссией, пока в 1734 году не переехали на юг. Войны с чикасо и евразийские эпидемии значительно сократили численность племени. В 1752 году деревня кахокия была уничтожена племенами, сражавшимися на стороне Британии. Впоследствии остатки племени  переселились ближе к мичигамея, которые также подверглись нападению.
К 1803 году кахокия и мичигамея были ассимилированы каскаскией и правительство США признало их членами этого племени. В 1818 году пятеро вождей кахокия подписали договор с американскими властями, согласно которому, конфедерация иллинойсов уступала Соединённым Штатам примерно половину современного штата Иллинойс. В 1832 году кахокия, мичигамея, тамароа и каскаския объединились с пеорией и обменяли оставшиеся у них земли на резервацию в Канзасе, которая находилась на территории современных округов Франклин и Майами. В 1854 году племена объединились с веа и пианкашо, сформировав конфедеративное племя пеория, которое в 1867 году было переселено на северо-восток Индейской территории. В XXI веке потомки кахокия зачислены в признанное на федеральном уровне племя индейцев пеория в штате Оклахома.